# Alexandre Lamfalussy
Alexandre, baron Lamfalussy, né Lámfalussy Sándor le 26 avril 1929 à Kapuvár (Hongrie) et mort le 9 mai 2015 à Ottignies (Belgique),, est un banquier belge, qui fut notamment fondateur et président de l'Institut monétaire européen (qui jeta les bases de la Banque centrale européenne), et directeur général de la Banque des règlements internationaux. Connu pour avoir été l’un des pères de l’euro, il participa activement au processus d’unification monétaire et financière de l’Europe. Européaniste convaincu, il est partisan d’une vision éclectique de l’économie, conjuguant théorie et analyse empirique, afin de pouvoir répondre aux problèmes de politique économique.

## Biographie

### Formation
Étudiant en sciences économiques à la Polytechnique de Budapest (1947), il passe de l’autre côté du rideau de fer en 1949 en compagnie d’Otto Thür, de Livia Thür, de Denis Szabo, Rudolf Rezsöhazy et Gyula Horvath . Accueilli comme réfugié politique en Belgique (il obtiendra la nationalité belge en 1962), il s’inscrit en seconde année de sciences économiques à l'université catholique de Louvain dès septembre 1949. Il est licencié en sciences économiques en 1952. Au sein de l’Institut des sciences économiques, il rencontre quatre professeurs qui l’influenceront, à savoir Léon Dupriez, Paul Rousseaux, Michel Woitrin et Yves Urbain. Il a ensuite entamé des études de troisième cycle au Nuffield College d’Oxford (1953-1954) et a obtenu un doctorat en sciences économiques à Oxford en 1957.

### Carrière
Il commence sa carrière à la Banque de Bruxelles (aujourd’hui intégrée au Groupe ING) en 1955 en tant qu'économiste. Il passe ensuite conseiller économique, puis est directeur exécutif entre 1965 et 1975. Il est président de son Comité de direction de 1972 ; à ce titre, il participe à la fusion entre la Banque de Bruxelles et la banque Lambert, qui donnera naissance en 1975 à la Banque Bruxelles Lambert. Il passe également par CNP Assurances et Fortis.
En 1976, il rejoint la Banque des règlements internationaux (BRI) à Bâle en tant que conseiller économique et chef du département monétaire et économique. Directeur général adjoint en 1981, il est directeur général de 1985 à 1993. Il est à l’origine de l’approche « macro-prudentielle » de la BRI. Durant cette période, il intègre le comité Delors qui jouera un rôle central dans le processus conduisant à la monnaie unique et à la constitution du traité de Maastricht.
Du 1er janvier 1994 au 30 juin 1997, il est le premier président de l'Institut monétaire européen. Sous sa présidence, l’Institut tient une place importante dans les dernières étapes des processus menant à la constitution de l’union économique et monétaire, notamment par l’introduction de l’euro. Il s'inquiète toutefois de l'emprise de l'orthodoxie de la Bundesbank sur l'euro.
En 2000-2001, il dirige le Comité des "Wise Men" européens chargé d’élaborer de nouvelles règles de régulation des marchés européens des valeurs mobilières afin de les rendre plus flexibles, efficaces et transparents.
En décembre 2008, le gouvernement belge fait appel à lui pour diriger un comité national composé de six experts devant redessiner l’architecture du système financier national.

### Enseignant
En marge à cette carrière au profil financier, Alexandre Lamfalussy a également développé un profil académique :
- Chargé de cours aux Facultés catholiques de Lille
- Visiting lecturer au département d’économie de l’université Yale
- Chargé de cours aux Facultés universitaires de Namur en 1962
- Maître de conférences à l’université catholique de Louvain entre 1965 et 1975, année au cours de laquelle il est nommé professeur (il sera émérite en 1994)

### Autres fonctions
Alexandre Lamfalussy a participé à de nombreux groupes d’étude et fut membre de diverses instances dont, notamment, sa participation au Groupe de Bellagio, groupe d’étude international réunissant 32 économistes entre 1963 et 1964 ; celle à la Commission d’experts « Comité Segré » (1963-1965) auprès de la Commission de la CEE chargé de l’étude du marché des capitaux européens ; au Comité De Voghel pour la préparation du cadre légal de la déspécialisation des institutions financières belges. Il est nommé membre de l’Académie hongroise des sciences et de l’Académie des sciences morales et politiques.

## Vie privée
Marié, il a eu quatre enfants.

## Distinctions
- Grand officier de l'ordre de Léopold (Belgique)
- Ordre de Saint-Étienne de Hongrie (plus haute distinction du pays)
- Porteur de la Chaîne Corvin (Hongrie)
- Commandeur de la Légion d'honneur (France)
- Grand officier de l'ordre du Mérite de la République fédérale d'Allemagne
- Docteur honoris causa de l'Institut d'études politiques de Paris
- Docteur honoris causa de l'université Lyon-II
- Docteur honoris causa de l'université des sciences économiques de Budapest
- Citoyen d'honneur de la commune de Propriano

Il a été élevé au rang de baron en 1996. Sa devise est « Une Die non Crescit ».

## Publications
Les travaux d'Alexandre Lamfalussy s'inscrivent dans la tradition keynésienne.
- Investment and growth in mature economies. The case of Belgium, Londres, MacMillan, 1961.
- The United Kingdom and the Six. An essay on economic growth in Western Europe, Londres, MacMillan, 1963, 147 p.
- Les Marchés financiers en Europe : Essai d’interprétation économique, Paris, Presses universitaires de France, 1968, 184 p.
- Per Jacobsson Lecture 1969 :  The role of monetary gold over the next ten years.
- Economic policy for Europe, Londres, MacMillan, 1975.
- "Observation de règles ou politique discrétionnaire ? Essai sur la politique monétaire dans un milieu inflationniste", in Études économiques de la BRI, n° 3, Banque des règlements internationaux, avril 1981, 54 p.
- Financial crises in emerging markets: An essay on financial globalisation and fragility, New Haven, Yale university press, 2000, 199 p.
- Regulation of European Securities Markets. Final Report of the Committee of the Wise Men, 15 février 2001.
- "Central banks, governments and the European monetary unification process", in BIS Working paper, n° 201, février 2006.
- Alexandre Lamfalussy. Selected Essays, Ivo Maes (eds) avec la collaboration de Gyôrgy Szapàry, Budapest, Magyar Nemzeti Bank - National Bank of Belgium, 2017, 405 p.